# Cécile Maugars
Cécile Maugars, née à Chartres le 18 octobre 1901 et morte le 28 janvier 1988  à Châteaudun, est une athlète française. 

## Biographie

### Famille
Cécile Marie Henriette Maugars est la fille de Frédéric Auguste directeur d'assurances, puis inspecteur de publicité et de Marie Alice Penot, sténodactylographe.

### Formation et carrière sportive
Licenciée à l'Académia de Chartres, elle remporte son premier titre national aux Championnats de France d'athlétisme 1920 sur la distance de 80m.
L'année suivante, elle s'impose de nouveau sur le 80m et s'octroie le saut en hauteur.
En 1922, elle remporte la hauteur ainsi que la longueur.

### Reconversion
Employée de librairie en 1925, elle épouse Jean Charles Arsac à Saint-Cloud.

## Records de France
- longueur : 4,86 m
- hauteur : 1,41 m